# BAC Strikemaster
BAC 167 Strikemaster là một loại máy bay cường kích/huấn luyện phản lực của Anh. Nó được phát triển từ loại máy bay huấn luyện Hunting Jet Provost.

## Biến thể
- Strikemaster Mk 80:
- Strikemaster Mk 80A:
- Strikemaster Mk 81:
- Strikemaster Mk 82:
- Strikemaster Mk 82A:
- Strikemaster Mk 83:
- Strikemaster Mk 84:
- Strikemaster Mk 87:
- Strikemaster Mk 88:
- Strikemaster Mk 89:
- Strikemaster Mk 89A:
- Strikemaster Mk 90:

## Quốc gia sử dụng
Botswana
 Ecuador
- Không quân Ecuador

 Kenya
- Không quân Kenya

 Kuwait
- Không quân Kuwait

 New Zealand
- Không quân Hoàng gia New Zealand

 Oman
- Không quân Hoàng gia Oman

 Ả Rập Xê Út
- Không quân Hoàng gia Saudi

 Singapore
- Không quân Cộng hòa Singapore

 South Yemen
- Không quân Nam Yemen

 Sudan
- Không quân Sudan

## Tính năng kỹ chiến thuật (Strikemaster Mk 88)
Dữ liệu lấy từ Jane's All The World's Aircraft 1976–77
Đặc điểm tổng quát
- Kíp lái: 2
- Chiều dài: 33 ft 8½ in (10,27 m)
- Sải cánh: 36 ft 10 in (11,23 m)
- Chiều cao: 10 ft 11½ in (3,34 m)
- Diện tích cánh: 213,7 ft² (19,85 m²)
- Trọng lượng rỗng: 6.195 lb (2.810 kg)
- Trọng lượng có tải: 9.303 lb (4.219 kg)
- Trọng lượng cất cánh tối đa: 11.500 lb (5.215 kg)
- Động cơ: 1 × Rolls-Royce Viper Mk.535 , 3.140 lbf (15,2 kN)

 Hiệu suất bay 
- Tốc độ không vượt quá: 518 mph (450 knot, 834 km/h)
- Vận tốc cực đại: 481 mph (418 knot, 774 km/h) 18.000 ft (5.485 m)
- Vận tốc tắt ngưỡng: 98 mph (85,5 knot, 158 km/h)
- Tầm bay: 1.382 mi (1.200 nmi, 2.224 km)
- Bán kính chiến đấu: 145 mi (126 nmi, 233 km) 3.000 lb (1.360 kg) vũ khí
- Trần bay: 40.000 ft (12.200 m)
- Vận tốc lên cao: 5.250 ft/phút (26,7 m/s)

Trang bị vũ khí

- Súng: 2× súng máy 7,62 mm NATO
- Giá treo: 4 (2 mỗi cánh) tải được 3.000 lb (1.364 kg) và kết hợp mang được:
  - Khác: bom, súng máy, rocket không đối đất, thùng nhiên liệu phụ, và thùng napalm.